# 板球球棒
板球球板 是板球运动中击球手用来击球的专门设备。它通常是由柳木制成的。首次提及板球拍的使用是在1624年。
球板的板面（blade） 是一塊有正反两面的木板，正面也就是击球面很平坦，背面在中央有突脊，球板正中央经常击球的部分木料加厚。球板尾部连接一个圆柱形的球板手柄（handle），有点类似于 网球球拍，通过不同的接头将两部分连接起来。球板末端接近球柄的部分被称作球板肩（shoulders），球拍底部被称为球板尖（toe）。 板球拍传统上是由柳木制成，尤其是由一种俗称为板球拍柳的白柳树制成（Salix alba var. Caerulea），然后用生亚麻油（未煮过）进行处理。亚麻油有保护作用。这种被处理过的木材韧性极强并且耐冲击、在板球的高速撞击下也不会明显变形，同时它的重量也很轻。手柄与球板连接处采用木材弯曲设计。这一设计是由查尔斯·理查森——布鲁内尔的学生和塞文铁路隧道的总工程师在19世纪80年代首创的。
板球规则第6条规定，球拍长不能超过 38 英寸（965 毫米），球板宽不能超过 4.25 英寸（108 毫米）。重量虽无明确规定，但通常重 2 磅 8 盎司到 3 磅（1.1 至 1.4 公斤）不等。手柄通常覆盖由橡胶或布套以增加摩擦力，球板表面通常有保护膜覆盖。附录 E 的板球规则对其规格有更精确的规定。 现代球拍通常由机器制成，不过也有几个手工制作的专家（英国有 6位，澳大利亚有2位），大多是为职业运动员制作的。手工制作板球拍的艺术被称为 podshaving。
板球拍也有过其它的形状。在 18 世纪以前，板球拍有点像现在的曲棍球棍。这有可能是这项运动的起源。然而板球拍最初的形式也随着时间的流逝不为人所知了。也有人说板球拍最早是牧羊人用的曲把拐杖。
直到板球规则在 19 世纪被规范化，三柱门通常很低，球在手臂下击出（现在属于违规），击球手没有保护垫。随着比赛规则的更改，人们认为也许球拍也改变一下为现存公认最古老的板球拍是 1729年的板球拍，现在展于伦敦橢圓體育場的桑达姆室。

## 维护

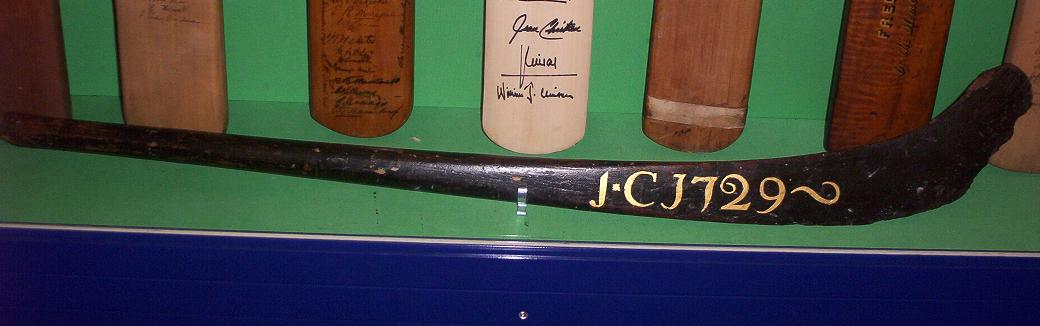
现存最古老的板球拍可追溯到 1729年。请注意它的形状，它与现代板球拍非常不同。

大多数新买的板球拍不能立即使用，为了最大限度地使用板球拍，它需要上油和敲打。这包括先给球拍上一层生亚麻子油，然后用旧板球或特殊的锤子击打新球拍的表面。这可以压缩新板球拍内部的软纤维，降低球拍折断的风险。

## 变化/板球拍技术
澳大利亚板球运动员 Dennis Lillee曾于 1979年用了铝制板球拍。英国队队长投诉它破坏赛球，经过与裁判员的讨论，澳大利亚队长格雷格·查珀尔敦促他使用木制球拍。，他们采纳了墨尔本板球协会（MCC）的意见，这项技术使击球威力增加但是不公平，并且不是所有的球员都能用这种新球拍。澳大利亚媒体并不轻易的接受这种说法，因为自庞丁用这种新板球拍以来为澳大利亚队赢得了不少的跑分，而英国指责这是不公平比赛。
在此不久后，板球规则进行修订，阐明板球拍的球板必须为纯木质地。        
丹增和彪马（Puma）创造了超轻的碳制手柄，使更多的重量可以集中于球板。
2008年，Gray- Nicolls 试用双面板球拍。
2005年，翠鸟（体育用品公司）研发一种新型的由碳纤维增强聚合物制成球拍突脊的板球拍。它为球拍突脊和球板提供更强的支撑力，从而延长板球拍的使用寿命。首次在国际板球赛中使用这种新球拍的是澳大利亚的瑞奇庞丁。不过这种技术创新颇受争议而遭国际板球协会(ICC)禁止。
在IPL 2010（2010印度超级板球联赛）中，由名为“猫鼬”的体育用品制造公司设计的“迷你猫鼬”球拍公诸于众。该板球拍具有短而厚的球板，加长的手柄，球板与手柄的连接处隐藏在手柄中，这在长击中扩大了击球区。同时独特的低重心使击球速度提高，并且球板缩短了长度增加了厚度，意味着击球时有更多的力量使球击得更远。安德鲁西蒙兹、马修·海登、斯图尔特·法和朵朵史密斯使用这种球拍。但它确实有几个缺点，因为它较短，所以不利于防御性击球，对于短球不能提供同样的保护。这也就是说它可以帮助攻击性的比赛，但以削弱防守为代价。这限制了它只适用于快速赛。因为 Twenty20 目的就是攻击，而不是像锦标赛或冠军赛那样需要在较长的回合用巧妙的方式进行比赛。

## 请参阅
1. 1 2  . . Great Western Railway. 1935 (repr. 1971): 179.
2. 1 2  Website by the OTHER media. . Lords.org. 2008-10-01  [2009-11-15]. （原始内容存档于2009-03-19）.
3. ↑  . BBC Sport.   [2010-11-14]. （原始内容存档于2009-04-12）.
4. ↑  . Sydney Morning Herald. 2008-11-13  [2009-11-15]. （原始内容存档于2011-08-30）.
5. ↑  . NetComposites. 2006-02-19  [2010-12-31]. （原始内容存档于2011-07-14）.